# Gerson Wolf

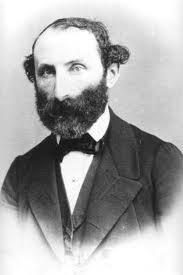
Gerson Wolf

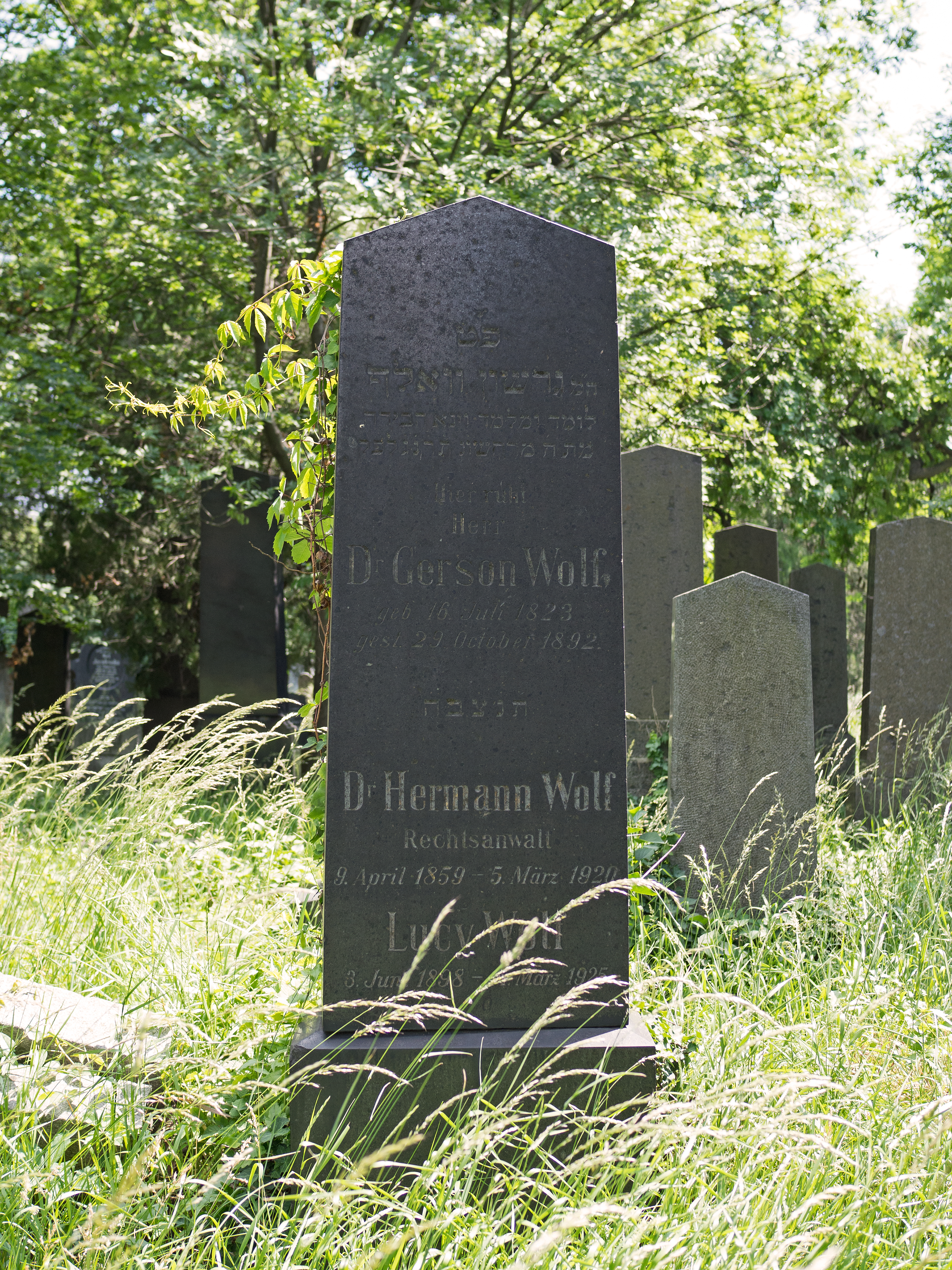
Grab von Gerson Wolf auf dem Wiener Zentralfriedhof

Gerson Wolf (16. Juli 1823 in Holleschau, Mähren – 29. Oktober 1892 in Wien) war ein österreichischer jüdischer Religionslehrer und Historiker.

## Leben
Gerson Wolf wollte zunächst Rabbiner werden und studierte in Wien. Ab Mitte der 1850er Jahre arbeitete er als Religionslehrer der jüdischen Gemeinde Wien. Im Rahmen dieser Tätigkeit übernahm er die Aufsicht über die jüdischen Religionsschulen in Wien.
Gerson Wolf veröffentlichte zahlreiche Schriften, die sich vor allem mit der Geschichte der Juden in Böhmen, Mähren und Österreich beschäftigten. Er starb im Alter von 69 Jahren in Wien und wurde im alten israelitischen Teil des Wiener Zentralfriedhofs bestattet (Gruppe 20, Reihe 21, Nr. 11).

## Werke (Auswahl)
- Die Juden unter Ferdinand II. Nach Aktenstücken in den Archiven der K. K. Ministerien des Innern u. Äussern. In: Jahrbuch für die Geschichte der Juden und des Judenthums. Institut zur Förderung der Israelitischen Literatur, Leipzig 1860, S. 238–239.
- Geschichte der Israelitischen Cultusgemeinde in Wien, Wien 1861.
- Zur Geschichte der Juden in Worms und des deutschen Städtewesens, Beilage XXVII, H. Skutsch, Breslau 1862, S. 95.
- Judentaufen in Oesterreich, Verlag von Herzfeld & Bauer, 1863, S. 14 (online)
- Joseph Wertheimer. Ein Lebens- und Zeitbild. Beiträge zur Geschichte der Juden Oesterreich's in neuester Zeit. Mit Benützung archivalischer Quellen. Herzfeld & Bauer, Wien 1868. Vorschau in der Google-Buchsuche
- Geschichte der Juden in Wien (1145–1876). A. Hölder, Wien 1876 (Online in der Google-Buchsuche-USA); Nachdruck: Geyer, Wien 1974.
- Die jüdischen Friedhöfe und die "Chewra kadischa" (fromme Bruderschaft) in Wien. Alfred Hölder, Wien 1879, S. 27.
- Die Juden. Mit einer Schlußbetrachtung von Dr. Wilhelm Goldbaum. Die Völker Österreich-Ungarns. Ethnographische und culturhistorische Schilderungen, Buch 7. Prochaska, Wien 1883 Digitalisat